# Ústí (ort i Tjeckien, Vysočina)
Ústí är en ort i Tjeckien.   Den ligger i regionen Vysočina, i den centrala delen av landet, 100 km sydost om huvudstaden Prag. Ústí ligger 585 meter över havet och antalet invånare är 201.
Terrängen runt Ústí är platt. Runt Ústí är det ganska glesbefolkat, med 25 invånare per kvadratkilometer. Närmaste större samhälle är Jihlava, 15,4 km sydost om Ústí. Omgivningarna runt Ústí är en mosaik av jordbruksmark och naturlig växtlighet.